# Campeonato Europeo de Vóley Playa de 2002
El X Campeonato Europeo de Vóley Playa se celebró en Basilea (Suiza) entre el 29 de agosto y el 1 de septiembre de 2002 bajo la organización de la Confederación Europea de Voleibol (CEV) y la Federación Suiza de Voleibol.

## Medallistas
| Evento    | Oro                                            | Plata                                           | Bronce                                        |
| --------- | ---------------------------------------------- | ----------------------------------------------- | --------------------------------------------- |
| Masculino | Markus Dieckmann · Jonas Reckermann · Alemania | Paul Laciga · Martin Laciga · Suiza             | Vegard Høidalen · Jørre Kjemperud · Noruega   |
| Femenino  | Daniela Gattelli · Lucilla Perrotta · Italia   | Rebekka Kadijk · Marrit Leenstra · Países Bajos | Eva Celbová · Soňa Nováková · República Checa |

## Medallero
| Núm. | País            | Oro | Plata | Bronce | Total |
| ---- | --------------- | --- | ----- | ------ | ----- |
| 1    | Alemania        | 1   | 0     | 0      | 1     |
| 1    | Italia          | 1   | 0     | 0      | 1     |
| 3    | Países Bajos    | 0   | 1     | 0      | 1     |
| 3    | Suiza           | 0   | 1     | 0      | 1     |
| 5    | Noruega         | 0   | 0     | 1      | 1     |
| 5    | República Checa | 0   | 0     | 1      | 1     |
|      | TOTAL           | 2   | 2     | 2      | 6     |